# Цвет папоротника
Цвет папоротника — оттенок зелёного, являющийся цветом листьев папоротника. В английском языке данный оттенок в привязке к цвету листьев папоротника впервые упомянут в 1902 году. В технике оригами данный цвет используется как один из базовых для окраски исходных материалов (листов).